# MusicaPopular.cl
MusicaPopular.cl es una enciclopedia en línea sobre música chilena. El sitio almacena alrededor de 8000 reseñas de álbumes y 4000 biografías de músicos y agrupaciones musicales, además de entrevistas y bibliografía relacionada. La base de datos se inauguró en 2004 y se hizo pública en internet en 2006.

## Historia
El periodista Jorge Leiva inició el proyecto de MusicaPopular.cl en 2004, con el fin de suplir la falta de información sobre música popular en Chile por parte de medios profesionales. Poco después, se sumaron los periodistas David Ponce, Iñigo Díaz y Marisol García.
La creación del sitio se inspiró en la base de datos estadounidense AllMusic, y durante su desarrollo se llegó a proponer su publicación como libro o enciclopedia colaborativa, ideas que se descartaron. Finalmente, la página web se lanzó en 2006 con alrededor de 800 biografías.
Por influencia del académico Lawrence Lessig, MusicaPopular.cl se publicó de forma gratuita bajo licencia Creative Commons. La financiación del proyecto provino del Fondo Nacional de Desarrollo Cultural y las Artes, que hasta 2016 recibió ininterrumpidamente cada dos años.
Durante ese mismo periodo, MusicaPopular.cl se asoció con otros sitios web como Nuestro.cl, Entel y PortalDisc. Posteriormente llegó a colaborar en trabajo investigativo con sellos discográficos como Warner y EMI, y con la Sociedad Chilena de Autores e Intérpretes Musicales en su informe anual País de músicos. En 2016 alcanzó las 2500 biografías, renovó su imagen con un diseño de web más accesible y estrenó su sección de bibliografía.
En enero de 2020, MusicaPopular.cl empezó una campaña de micromecenazgo para evitar su cierre debido a la falta de financiamiento. Leiva más tarde reveló que, entre 2017 y 2019, la mantención del sitio la costeó directamente el equipo editorial.
La campaña finalmente resultó exitosa y, en enero de 2021, el sitio web empezó a aceptar donaciones para su funcionamiento. En abril, la página estrenó No morirá jamás, un pódcast sobre la vida de artistas chilenos con narración del periodista Pablo Aranzáes. En junio se publicó una segunda temporada de diez capítulos.
En octubre de 2024, MusicaPopular.cl celebró sus 18 años con un nuevo diseño de página y un evento en la Cineteca Nacional de Chile.

## Recepción
A 2011, el sitio recibía unas 64 000 visitas mensuales, el 83 % de ellas provenientes de Chile. En 2016 seguía manteniendo un promedio de 60 000 visitas mensuales. Durante 2019, la biografía de Pablo Chill-E alcanzó las 90 000 visitas, la mayor en la historia para una entrada del sitio. En 2020, totalizó alrededor de 1.3 millones de visitas.